# 分配理論
分配理論（ぶんぱいりろん、distribution theory）とは経済学用語の一つ。これは社会において行われた生産活動の成果である生産物が、所得となりどのような方向へと分配されるかという理論。これは経済学の主要な課題の一つである。分配される先が、労働、土地、資本などの場合であるならば、この場合は生産要素へと分配するということであり、所得の機能的分配と呼ばれる分配のされ方が行われているということである。これに対して生産要素を誰が所有しているかということに応じて、どの個人に分配するかということは、所得の個人的分配と呼ばれる。